# 35-й отдельный батальон связи
35-й отдельный батальон связи — воинское подразделение в  вооружённых силах СССР во время Великой Отечественной войны. Во время войны существовало четыре различных подразделения под одним и тем же номером.

## 35-й отдельный батальон связи Западного фронта
Переименован из 290-го отдельного батальона связи 43-й армии
В составе действующей армии с 18.02.1942 по 06.05.1942
Действовал в составе Западного фронта
06.05.1942 года преобразован в 36-й гвардейский отдельный батальон связи 7-го гвардейского стрелкового корпуса

## 35-й отдельный батальон связи 6-го стрелкового корпуса
В составе действующей армии с 22.06.1941 по 25.09.1941
Являлся корпусным батальоном связи 6-го стрелкового корпуса
В сентябре 1941 года уничтожен в Киевском котле.
25.09.1941 расформирован.

## 35-й отдельный батальон связи 35-й танковой дивизии
В действующей армии c 22.06.1941 года по 10.09.1941 года
Являлся дивизионным батальоном связи 35-й танковой дивизии
Практически уничтожен в июле-августе 1941 года в Коростеньском укреплённом районе. Расформирован вместе с дивизией 10.09.1941.

## 35-й отдельный батальон связи 35-го района авиационного базирования
Переформирован 10.02.1942 из 235-го отдельного батальона оперативной связи.
В действующей армии c 10.02.1942 года по 15.04.1942 года
Являлся  батальоном связи 35-го района авиационного базирования
15.04.1942 переформирован в 35-ю отдельную роту связи 35-го района авиационного базирования

## См.также
- Западный фронт
- 6-й стрелковый корпус
- 35-я танковая дивизия